# Netto-stralingsmeter

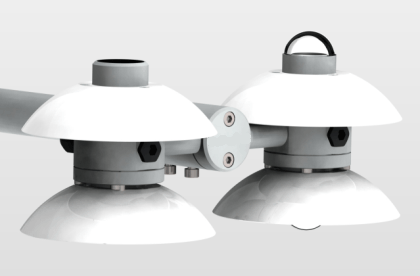
Netto-stralingsmeter:Uit 4 componenten bestaande netto-stralingsmeter. Te zien zijn: 2 pyranometers (met domes) en 2 pyrgeometers (platte glaasjes). Diameter van het pyranometer dome is 20 mm. Op de foto is model NR01 te zien.

Een netto-stralingsmeter of netto-radiometer is een soort actinometer die gebruikt wordt om netto straling (NR) te meten aan het aardoppervlak voor meteorologische toepassingen.
Het woord netto-stralingsmeter geeft aan dat deze sensor de inkomende minus de terugkaatsende straling moet meten.